# Dear Deadman
『Dear Deadman』（ディア・デッドマン）は、日本のバンド、ストレイテナーのメジャー3rdオリジナルアルバム。2006年3月8日発売。発売元は東芝EMI。

## 概要
- 前作から約1年1ヶ月振りとなるリリース。先行シングルは全てシングルとは別のバージョンになっている。また、「THE REMAINS」「DISCOGRAPHY」はシングルに収録された際は全て大文字表記であったが、本作ではそれらを含めた全曲が単語の頭文字以外を小文字表記にしている。
- ベースの日向は同アルバムの特徴について、「『笑い泣き感』を最大限に生かした」と語っている。

## 収録曲
| 全作詞・作曲: ホリエアツシ。 |                              |              |              |      |
| #                            | タイトル                     | 作詞         | 作曲・編曲   | 時間 |
| 1.                           | 「The Novemberist」          | ホリエアツシ | ホリエアツシ | 4:03 |
| 2.                           | 「Melodic Storm」(DEAR EDIT) | ホリエアツシ | ホリエアツシ | 3:53 |
| 3.                           | 「Blue Sinks In Green」      | ホリエアツシ | ホリエアツシ | 3:10 |
| 4.                           | 「Dead Head Beat」           | ホリエアツシ | ホリエアツシ | 3:06 |
| 5.                           | 「Sad Code」                 | ホリエアツシ | ホリエアツシ | 5:13 |
| 6.                           | 「The Remains」(DEAR EDIT)   | ホリエアツシ | ホリエアツシ | 2:57 |
| 7.                           | 「The Nowarist」             | ホリエアツシ | ホリエアツシ | 2:15 |
| 8.                           | 「Tornado Surfer」           | ホリエアツシ | ホリエアツシ | 2:53 |
| 9.                           | 「Discography」              | ホリエアツシ | ホリエアツシ | 4:50 |
| 10.                          | 「Farewell Dear Deadman」    | ホリエアツシ | ホリエアツシ | 4:22 |
| 合計時間:                    | 合計時間:                    | 36:42        |              |      |

### 曲解説
1. The Novemberist
本作のリードトラックで、PVが製作されている。
2. Melodic Storm (DEAR EDIT)
メジャー5thシングルのアルバムバージョン。イントロが長くなっている。
3. Blue Sinks In Green
4. Dead Head Beat
5. Sad Code
6. The Remains (DEAD EDIT)
  - メジャー4thシングルのアルバムバージョン。
7. The Nowarist
『ASIAN KUNG-FU GENERATION presents NANO-MUGEN COMPILATION 2006』にも収録されている。
8. Tornado Surfer
9. Discography
メジャー4thシングルc/w。
10. Farewell Dear Deadman

## 演奏
- ホリエアツシ：Vocal, Guitar, Piano, Synthesizer
- 日向秀和：Bass
- ナカヤマシンペイ：Drums